# Ardèle ou la Marguerite
Ardèle ou la Marguerite est une pièce de théâtre de Jean Anouilh créée à la Comédie des Champs-Élysées de Paris le 4 novembre 1948.
Elle fait partie des Pièces grinçantes avec La Valse des toréadors (1952), Ornifle ou le Courant d'air (1955) et Pauvre Bitos ou le Dîner de têtes (1956).

## Distribution

### Création (1948)
- Marcel Pérès : Le Général
- Jacques Castelot : Le Comte
- Claude Sainval: Villardieu
- Jean-Paul Roussillon :Toto
- Michel Herbault : Nicolas
- Mary Morgan : La Comtesse
- Andrée Clément : Nathalie
- Nadia Barentin : Marie-Christine
- Héléna Manson : La Générale
- Suzanne Bernard : Ada
- Mise en scène : Roland Piétri
- Décors et costumes : Jean-Denis Malclès

### Reprise à laComédie des Champs-Élysées(1958)
- Roland Piétri : Le Général
- Jean Martinelli : Le Comte
- Claude Sainval: Villardieu
- Paul Bisciglia :Toto
- Jean Lagache : Nicolas
- Monique Mélinand : La Comtesse
- Catherine Anouilh : Nathalie
- Laurence Vigier : Marie-Christine
- Héléna Manson : La Générale
- Marie-Claire Chantraine : Ada
- Mise en scène : Roland Piétri
- Décors et costumes : Jean-Denis Malclès

### Reprise authéâtre Hébertot
Première représentation le 12 décembre 1979.
- Daniel Ivernel : Le Général
- Jean-Pierre Darras : Le Comte
- Gabriel Cattand: Villardieu
- Jean-Loup Horwitz :Toto
- Frédéric Delavigne : Nicolas
- Judith Magre : La Comtesse
- Martine Chevallier : Nathalie
- Michèle Lituac : Marie-Christine
- Madeleine Barbulée : La Générale
- Virginie Vignon : Adda
- Jacques Marchand : Le Bossu
- Mise en scène : Pierre Mondy et Roland Piétri
- Décors : Jean-Denis Malclès